# Димитър Бабев
Димитър Георгиев Бабев е български поет, публицист, драматург, литературен критик и преводач.

## Биография
Роден е в Търново на 25 октомври 1880 г. Следва право в Брюксел и в Софийски университет „Св. Климент Охридски“. От 1921 до 1923 г. е библиотекар, артистичен секретар и драматург в Народния театър. По-късно става сътрудник на вестниците „Утро“ и „Мир“. В периода 1913 – 1935 г. е редактор на списание „Листопад“. Съставя антология „Френски поети“ и издава „Избрани произведения на А. С. Пушкин“.